# Nick Cannon
Nick Cannon, född 8 oktober 1980 i San Diego, Kalifornien, är en amerikansk rappare, komiker, skådespelare och programledare.
Nick Cannon leder improvisations-showen Wild 'n Out på MTV som han själv skapat och producerat. Cannon har även gjort en rad filmer som blivit hyllade och prisbelönta[källa behövs], Love Don't Cost a Thing bland annat. Han har även släppt en skiva där låtarna Are You A Dime Piece och Gigolo har placerat sig högt upp på listor världen över.[källa behövs]
Han var tidigare gift med Mariah Carey och de har två barn tillsammans. I januari 2015 bestämde sig paret för att gå skilda vägar. År 2017 föddes Cannons son med modellen Brittany Bell.